# Instituto Politécnico de Setúbal
O Instituto Politécnico de Setúbal (IPS) é uma instituição pública de ensino superior, criada em 14 de outubro de 1979, iniciando atividade a 20 de abril de 1981, em Setúbal, Portugal.
Como instituto superior politécnico, o IPS procura, principalmente, estimular o “saber profissional”, sem no entanto deixar de lado o “saber científico”, enquanto base segura para a formação de profissionais capazes de colocar as suas competências ao serviço da comunidade. Essa ligação com a comunidade, através de prestação de serviços à rede de estabelecimentos de ensino, hospitais e às empresas da região, tem contribuído para o reconhecimento da importância deste subsistema de ensino superior nos diferentes setores académicos e científicos da vida nacional.
Atualmente, o IPS engloba cinco Escolas Superiores: Escola Superior de Tecnologia de Setúbal (ESTSetúbal), Escola Superior de Educação (ESE), Escola Superior de Ciências Empresariais (ESCE), Escola Superior de Tecnologia do Barreiro (ESTBarreiro) e Escola Superior de Saúde (ESS). As atividades das cinco Escolas Superiores são coordenadas pelos Serviços Centrais. Existe, ainda, uma sexta unidade organizacional, orientada para o apoio aos estudantes: os Serviços de Ação Social (SAS), responsável pelo alojamento, alimentação, apoio psicológico e atividades desportivas e recreativas.
O Instituto Politécnico de Setúbal e as suas Unidades Orgânicas visam a formação de estudantes de elevado nível cultural, científico, artístico, técnico e profissional.
Para além da atividade de ensino e formação, o IPS tem ainda como objetivos a realização de atividades de pesquisa, investigação aplicada e desenvolvimento experimental, bem como a prestação de serviços, a cooperação em atividades de extensão educativa, cultural e técnica e a cooperação em projetos nacionais e internacionais, através de intercâmbio com instituições congéneres, nacionais e estrangeiras.

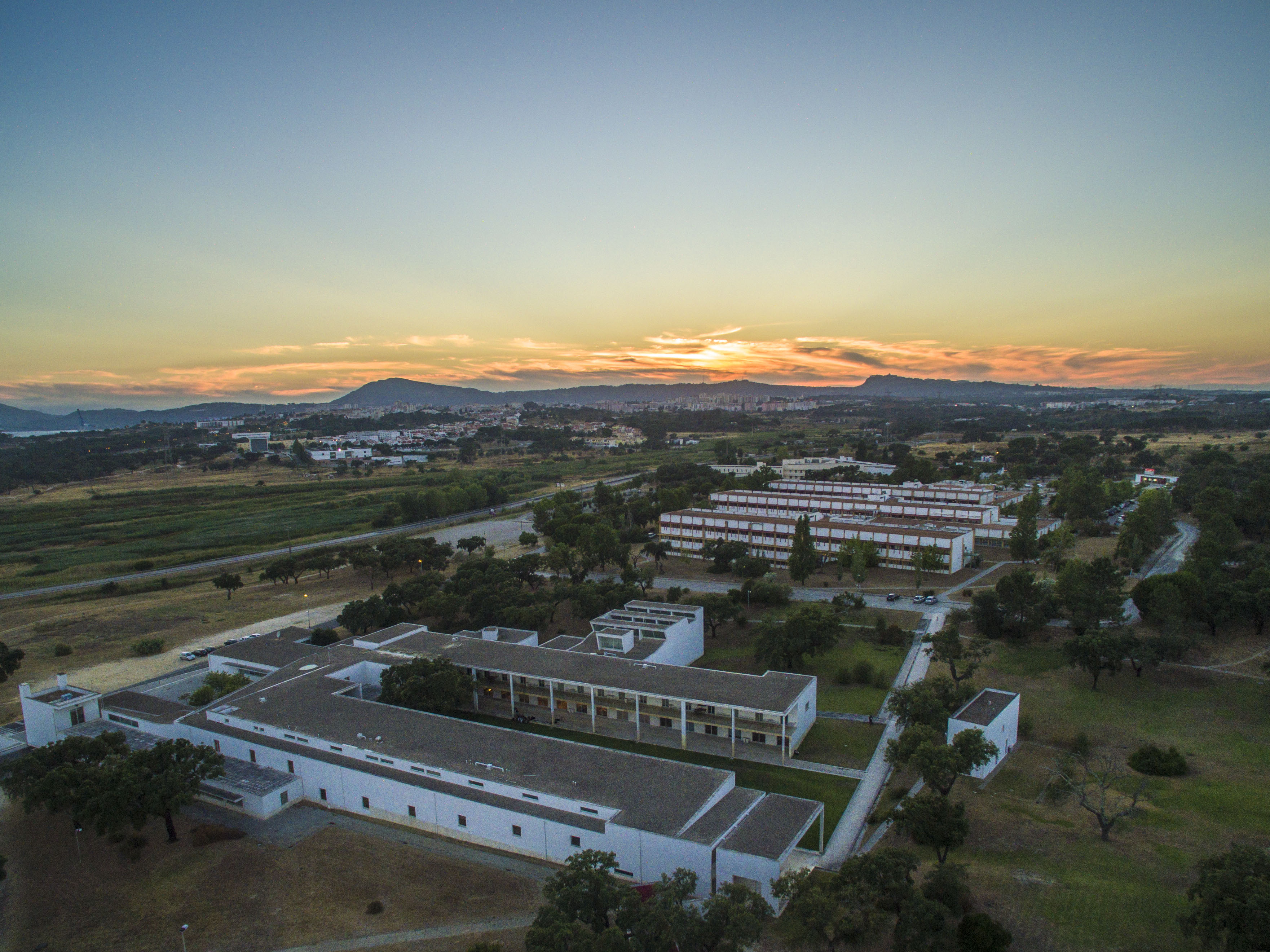
Campus do IPS em Setúbal

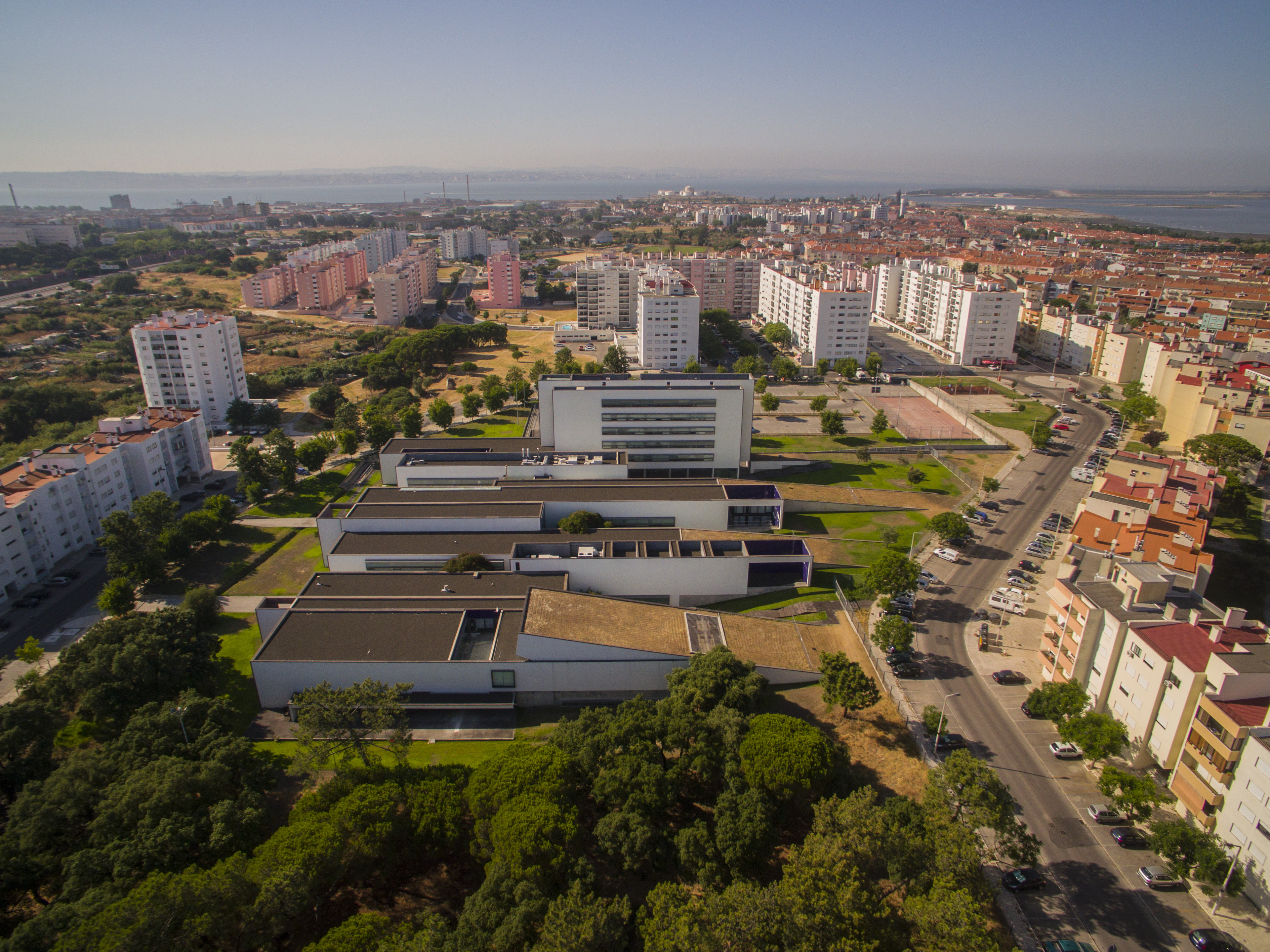
Campus do IPS no Barreiro

## História
O IPS foi fundado a 14 de outubro de 1979, no âmbito da criação em Portugal da nova rede de ensino superior politécnico, integrando inicialmente apenas duas Escolas Superiores, localizadas em Setúbal (Escola Superior de Tecnologia e Escola Superior de Educação). A história do IPS mistura-se com a história do ensino superior em Portugal, acompanhando a evolução do mesmo, bem como as decisões e opções governativas. Nesse sentido, ao longo dos anos, o IPS alargou o espectro de atuação, criando novas Escolas com novos cursos superiores, bem como novos graus académicos. A ordem cronológica da criação do IPS e das suas Unidades Orgânicas é a seguinte:
- 1979 - Criação do Instituto Politécnico de Setúbal
- 1979 - Criação da Escola Superior de Educação e da Escola Superior de Tecnologia de Setúbal
- 1993 - Criação dos Serviços de Ação Social
- 1994 - Criação da Escola Superior de Ciências Empresariais
- 1999 - Criação da Escola Superior de Tecnologia do Barreiro
- 2000 - Criação da Escola Superior de Saúde

## Escolas Superiores
O IPS é constituído pelas seguintes Escolas Superiores:
- Escola Superior de Educação (ESE)
- Escola Superior de Tecnologia de Setúbal (ESTSetúbal)
- Escola Superior de Ciências Empresariais (ESCE)
- Escola Superior de Tecnologia do Barreiro (ESTBarreiro)
- Escola Superior de Saúde (ESS)

## Apoio Social
Para assegurar o apoio social aos estudantes, o IPS dispõe de Serviços de Ação Social (SAS/IPS), dotados de autonomia administrativa e financeira.
Criados em 1993, os SAS/IPS visam executar a política de ação social estabelecida para o ensino superior, procurando proporcionar as melhores condições de estudo aos estudantes, sobretudo aos mais carenciados, através da disponibilização de um conjunto de apoios, nomeadamente, a atribuição de bolsas de estudo e auxílios de emergência. Prestam, igualmente, outros serviços à comunidade estudantil do IPS, designadamente: alojamento, alimentação, serviços de saúde e apoio a atividades desportivas e culturais.

## Localização
O IPS está, atualmente, localizado em duas cidades: Setúbal e Barreiro. No campus do IPS em Setúbal encontram-se os Serviços Centrais, os Serviços de Ação Social e quatro Escolas Superiores: Escola Superior de Educação, Escola Superior de Tecnologia de Setúbal, Escola Superior de Ciências Empresariais e Escola Superior de Saúde. No campus do Barreiro situa-se a Escola Superior de Tecnologia do Barreiro.
Para além do campus de Setúbal e do campus do Barreiro, o IPS também leciona cursos superiores noutras cidades do país, nomeadamente: Grândola, Ponte de Sor, Sines, Amadora, Loures e Vila Franca de Xira.

## Cursos
A oferta formativa do Instituto Politécnico de Setúbal (IPS) abrange diversas áreas de conhecimento, disponibilizando mais de 85 cursos superiores, entre Cursos Técnicos Superiores Profissionais (CTeSP), Licenciaturas, Mestrados e Pós-Graduações..